# 小型船舶の登録等に関する法律
小型船舶の登録等に関する法律（こがたせんぱくのとうろくとうにかんするほうりつ、平成13年7月4日法律第102号）は、小型船舶の登録に関する日本の法律である。
小型船舶の登録（小型船舶登録）について定めた法律。船舶法の適用を受ける船舶のうち、総トン数が20トン未満の船舶は登録をしなくてはならない。

## 構成
- 第1章 総則（第1条・第2条）
- 第2章 登録及び測度（第3条 - 第20条）
- 第3章 小型船舶検査機構による登録測度事務の実施等（第21条 - 第24条）
- 第4章 雑則（第25条 - 第33条）
- 第5章 罰則（第34条 - 第39条）
- 附則